# How to Make It in America
How to Make It in America ist ein US-amerikanisches Comedy-Drama, das seine Erstausstrahlung am 14. Februar 2010 auf dem US-Kabelsender HBO hatte. Die Serie folgt dem Leben der Hauptfigur Ben Epstein (Bryan Greenberg) und seinem Freund Cam Calderon (Victor Rasuk) bei ihren Anstrengungen, in New Yorks Modeszene Fuß zu fassen.

## Handlung
Die Serie folgt dem Leben zweier Männer, die versuchen, ihren Weg in die New Yorker Modeszene zu finden, um sich damit ihren eigenen persönlichen American Dream zu erfüllen. In ihrem Bestreben, sich einen Namen in der hartumkämpften Szene zu machen, helfen Ben Epstein und seinem Geschäftspartner Cam Calderon dabei vor allem ihre „Straßenweisheit“ und ihre Beziehungen. Mit Hilfe ihres Kumpels Domingo, der über viele Beziehungen verfügt und Cams Cousin René, einer vorbestraften und zwielichtigen Figur aus dem Straßenmilieu, scheint der Traum greifbar nah und von Tag zu Tag näher zu kommen.

## Besetzung und Synchronisation
Die deutsche Synchronisation entstand unter der Dialogregie von Dieter B. Gerlach durch die Synchronfirma EuroSync GmbH in Berlin.
| Rolle                  | Schauspieler      | Staffel | Synchronsprecher |
| ---------------------- | ----------------- | ------- | ---------------- |
| Ben Epstein            | Bryan Greenberg   | 1–2     | Till Endemann    |
| Cameron „Cam“ Calderon | Victor Rasuk      | 1–2     | Fabian Heinrich  |
| René Calderon          | Luis Guzmán       | 1–2     | Detlef Bierstedt |
| Rachel Chapman         | Lake Bell         | 1–2     | Ursula Hugo      |
| Domingo Dean           | Scott Mescudi     | 1–2     | Leonhard Mahlich |
| Edie Weitz             | Martha Plimpton   | 1–2     | Daniela Hoffmann |
| Gingy Wu               | Shannyn Sossamon  | 1–2     | Ilona Brokowski  |
| David „Kappo“ Kaplan   | Eddie Kaye Thomas | 1–2     | Julien Haggège   |
| Daren Hall             | Jason Pendergraft | 1–2     | Peter Flechtner  |

## Produktion
Produziert wurde die Serie von Mark Wahlberg, Stephen Levinson, Rob Weiss, Julian Farino, Jada Miranda und Ian Edelman.
Die Serie wurde am 14. Februar 2010 zum ersten Mal vom US-Fernsehsender HBO in der Season 2009/2010 ausgestrahlt. Für die erste Staffel wurden acht Folgen bestellt. Am 21. April 2010 wurde eine zweite Staffel mit ebenfalls acht Episoden bestellt. Die Ausstrahlung dieser zweiten Staffel begann am 2. Oktober und endete am 20. November 2011. Wie HBO im Dezember 2011 bekannt gab, wird es keine dritte Staffel geben.
Die deutschsprachige Erstausstrahlung der ersten Staffel wurde vom 9. Januar bis zum 27. Februar 2013 auf dem Pay-TV-Sender Sky Atlantic HD gesendet. Die zweite Staffel wurde direkt im Anschluss vom 6. März bis zum 24. April 2013 gezeigt.

## Episodenliste
| Nummer (gesamt) | Nummer (Staffel) | Originaltitel          | Deutscher Titel    | Erstausstrahlung (HBO) | Erstausstrahlung (Sky Atlantic HD) |
| 1               | 1                | Pilot                  | Pilot              | 14. Februar 2010       | 9. Januar 2013                     |
| 2               | 2                | Crisp                  | Crisp              | 21. Februar 2010       | 16. Januar 2013                    |
| 3               | 3                | Paper, Denim + Dollars | Das Muster         | 28. Februar 2010       | 23. Januar 2013                    |
| 4               | 4                | Unhappy Birthday       | Der Geburtstag     | 7. März 2010           | 30. Januar 2013                    |
| 5               | 5                | Big in Japan           | Big in Japan       | 14. März 2010          | 6. Februar 2013                    |
| 6               | 6                | Good Vintage           | Eine neue Freundin | 21. März 2010          | 13. Februar 2013                   |
| 7               | 7                | Keep On Truck'n        | Glück im Unglück   | 28. März 2010          | 20. Februar 2013                   |
| 8               | 8                | Never Say Die          | Das Kunstwerk      | 4. April 2010          | 27. Februar 2013                   |

| Nummer (gesamt) | Nummer (Staffel) | Originaltitel                | Deutscher Titel        | Erstausstrahlung (HBO) | Erstausstrahlung (Sky Atlantic HD) |
| 9               | 1                | I’m Good                     | I’m Good               | 2. Oktober 2011        | 6. März 2013                       |
| 10              | 2                | In or Out                    | In or Out              | 9. Oktober 2011        | 13. März 2013                      |
| 11              | 3                | Money, Power, Private School | Der "große" Auftrag    | 16. Oktober 2011       | 20. März 2013                      |
| 12              | 4                | It’s Not Even Like That      | Rachel und Domingo     | 23. Oktober 2011       | 27. März 2013                      |
| 13              | 5                | Mofongo                      | Mofongo                | 30. Oktober 2011       | 3. April 2013                      |
| 14              | 6                | I’m Sorry, Who’s Yosi?       | I'm Sorry, Who's Yosi? | 6. November 2011       | 10. April 2013                     |
| 15              | 7                | The Friction                 | The Friction           | 13. November 2011      | 17. April 2013                     |
| 16              | 8                | What’s in a Name?            | What's in a Name?      | 20. November 2011      | 24. April 2013                     |

## Blu-ray/DVD-Veröffentlichung
Vereinigte Staaten
- Staffel 1 erschien am 27. September 2011
- Staffel 2 erschien am 4. September 2012

Großbritannien
- Staffel 1 erschien am 19. September 2011
- Staffel 2 erschien am 3. September 2012 (nur DVD)

Australien
- Staffel 1 erschien am 7. September 2011
- Staffel 2 erschien am 5. September 2012